# 二龙镇
二龙镇，是中华人民共和国四川省南充市阆中市下辖的一个乡镇级行政单位。2019年10月，撤销解元乡，将其所属行政区域划归二龙镇管辖。

## 行政区划
二龙镇下辖以下地区：
二龙社区、恭思顶村、仓房沟村、康垭口村、高阳观村、松垭庙村、新店子村、宝城宫村、青树垭村、红土地村和蚕食庙村，东岭村、石牛坪村、滚经坪村、木门垭村、铧厂沟村和祖寺垭村。